# Sound into Blood into Wine
Sound Into Blood Into Wine es un álbum de remixes y banda sonora de Puscifer, un proyecto en solitario de Maynard James Keenan, cantante también de los conjuntos Tool y A Perfect Circle.

## Lanzamiento
Este trabajo de Puscifer fue lanzado a la venta únicamente por vía digital el día 7 de septiembre de 2010. Sound Into Blood Into Wine contiene doce canciones de las cuales seis pertenecen al álbum “V” Is for Vagina, una al EP “C” Is for (Please Insert Sophomoric Genitalia Reference HERE), una al sencillo Cuntry Boner, mientras que las cuatro restantes son canciones remixadas que hasta el momento de su lanzamiento permanecieron inéditas.
Sound into Blood into Wine es la banda sonora de la película documental Blood into Wine, donde Maynard James Keenan y su socio Eric Glomski tratan el tema de la viticultura en el estado de Arizona.

## Lista de canciones
| Sound into Blood into Wine | |          |  |
| N.º                        | Título | Duración |  |
| 1.                         | «Sour Grapes (Where's The Line? Mix)» (Remix inédito)                                                      | 7:27     |  |
| 2.                         | «Momma Sed (V Is 4 V Mix)» (Del álbum “V” Is for Vagina)                                                   | 3:24     |  |
| 3.                         | «Queen B (V Is 4 V Mix)» (Del álbum “V” Is for Vagina)                                                     | 3:52     |  |
| 4.                         | «The Undertaker (V Is 4 V Mix)» (Del álbum “V” Is for Vagina)                                              | 3:56     |  |
| 5.                         | «Drunk With Power (V Is 4 V Mix)» (Del álbum “V” Is for Vagina)                                            | 5:00     |  |
| 6.                         | «Rev 22:20 (Dry Martini Mix)» (Del álbum “V” Is for Vagina)                                                | 5:04     |  |
| 7.                         | «Indigo Children (V Is 4 V Mix)» (Del álbum “V” Is for Vagina)                                             | 6:20     |  |
| 8.                         | «The Mission (M Is for Milla Mix)» (Del EP “C” Is for (Please Insert Sophomoric Genitalia Reference HERE)) | 3:44     |  |
| 9.                         | «The Humbling River (Nagual del Judith Mix)» (Remix inédito)                                               | 4:55     |  |
| 10.                        | «World Up My Ass (7 Inch Mix)» (Del single Cuntry Boner)                                                   | 2:41     |  |
| 11.                        | «Sour Grapes (Legend of the Mix)» (Remix inédito)                                                          | 4:16     |  |
| 12.                        | «The Humbling River (Duet Mix)» (Remix inédito)                                                            | 5:06     |  |